# Best Friend (singel Foster the People)
Best Friend – utwór amerykańskiego indiepopowego zespołu Foster the People, który znalazł się na ich drugim albumie studyjnym, zatytułowanym Supermodel. Utwór wydany został 10 marca 2014 roku przez wytwórnię Columbia Records jako trzeci singel z nowego albumu. Twórcami tekstu utworu są Isom Innis oraz Mark Foster, który wraz z Paulem Epworthem zajął się jego produkcją. Do singla nakręcono także teledysk, a jego reżyserią zajął się Ben Brewer. Utwór był notowany na 86. miejscu na liście przebojów w Kanadzie.

## Pozycje na listach przebojów
| Kraj              | Lista (2014)                   | Najwyższa pozycja |
| ----------------- | ------------------------------ | ----------------- |
| Francja           | Top 200 Singles                | 150               |
| Kanada            | Canadian Hot 100               | 86                |
| Stany Zjednoczone | Bubbling Under Hot 100 Singles | 19                |
| Stany Zjednoczone | Alternative Songs              | 15                |
| Stany Zjednoczone | Hot Rock Songs                 | 21                |